# 極楽江駅
極楽江駅（クンナッカンえき）は大韓民国光州広域市光山区新佳洞にある、韓国鉄道公社光州線の駅である。

## 駅構造
- 島式ホーム1面2線の地上駅。

## 駅周辺
- 雲南中学校
- 馬池初等学校
- 光州銀行雲南支店
- 光州雲南洞郵便局

## 歴史
- 1922年7月1日 - 無配置簡易駅として営業開始[1]。
- 1928年2月1日 - 配置簡易駅に昇格。
- 1938年10月1日 - 普通駅に昇格。
- 1959年1月1日 - 今の駅舎に改築。
- 1988年11月22日 - 貨物取り扱い開始。

## 隣の駅
韓国鉄道公社
慶全線・光州線
光州松汀駅 - (北松汀信号所) - (光州線分岐(東松汀信号場)) - 極楽江駅 - 光州駅
湖南線・光州線
長城駅 - (林谷駅) - (河南駅) - (北松汀信号所) - (光州線分岐(東松汀信号場)) - 極楽江駅 - 光州駅